# Równanie Słuckiego
Równanie Słuckiego, którego nazwa pochodzi od Jewgienija Słuckiego, opisuje zmianę popytu w rozumieniu Marshalla (nieskompensowanego) będącą wynikiem zmiany popytu w rozumieniu Hicksa (skompensowanego). Równanie pokazuje, że zmiana popytu na dobro wywołana zmianą ceny jest spowodowana przez dwa efekty:
- efekt substytucyjny, będący skutkiem zmiany relacji cen między dwoma dobrami,
- efekt dochodowy, będący wynikiem zmiany ograniczenia budżetowego konsumenta.

Równanie Słuckiego dekomponuje zmianę popytu na dobro {\displaystyle i}-tego w wyniku zmiany ceny {\displaystyle j}-tego dobra:
{\displaystyle {\frac {\partial x_{i}(\mathbf {p} ,w)}{\partial p_{j}}}={\frac {\partial h_{i}(\mathbf {p} ,u)}{\partial p_{j}}}-{\frac {\partial x_{i}(\mathbf {p} ,w)}{\partial w}}x_{j}(\mathbf {p} ,w),}
gdzie {\displaystyle h(\mathbf {p} ,u)} oznacza popyt w rozumieniu Hicksa, {\displaystyle x(\mathbf {p} ,w)} oznacza popyt w rozumieniu Marshalla, {\displaystyle \mathbf {p} } jest wektorem cen, {\displaystyle w} jest budżetem lub poziomem dochodów, zaś {\displaystyle u} jest ustalonym poziomem użyteczności obliczonym poprzez maksymalizację użyteczności przy oryginalnych cenach i budżecie, formalnie określonym za pomocą funkcji wartości {\displaystyle v(\mathbf {p} ,w).} Prawa strona równania jest równa zmianie popytu na {\displaystyle i}-te dobro przy utrzymaniu użyteczności na poziomie {\displaystyle u} minus popyt na {\displaystyle j}-te dobro, przemnożone przez zmianę popytu na {\displaystyle i}-te dobro pod wpływem zmiany budżetu.
Pierwsze wyrażenie po prawej stronie równania wyraża efekt substytucyjny, a drugie – efekt dochodowy. Efektu substytucyjnego, podobnie jak użyteczności, nie da się bezpośrednio zaobserwować. Można go oszacować na podstawie dwóch obserwowalnych składników równania Słuckiego. Ten proces jest znany jako dekompozycja Hicksa.
Równanie może zostać sformułowane w inny sposób, wykorzystując elastyczność:
{\displaystyle \epsilon _{p,ij}=\epsilon _{p,ij}^{h}-\epsilon _{w,i}b_{j},}
gdzie {\displaystyle \epsilon _{p}} jest (nieskompensowaną) elastycznością cenową, {\displaystyle \epsilon _{p}^{h}} jest skompensowaną elastycznością cenową, {\displaystyle \epsilon _{w,i}} jest elastycznością dochodową {\displaystyle i}-tego dobra, a {\displaystyle b_{j}} jest udziałem w ograniczeniu budżetowym {\displaystyle j}-tego dobra.

## Wyprowadzenie wzoru
Chociaż istnieje wiele sposobów na wyprowadzenie równania Słuckiego, poniższa jest prawdopodobnie najprostsza. Zaczynając od zależności {\displaystyle h_{i}(\mathbf {p} ,u)=x_{i}(\mathbf {p} ,e(\mathbf {p} ,u)),} gdzie {\displaystyle e(\mathbf {p} ,u)} jest funkcją wydatków, a {\displaystyle u} otrzymuje się za pomocą maksymalizacji użyteczności przy danych {\displaystyle \mathbf {p} } oraz {\displaystyle w.} Wyliczenie pochodnej po {\displaystyle p_{j}} daje następujący wynik:
{\displaystyle {\frac {\partial h_{i}(\mathbf {p} ,u)}{\partial p_{j}}}={\frac {\partial x_{i}(\mathbf {p} ,e(\mathbf {p} ,u))}{\partial p_{j}}}+{\frac {\partial x_{i}(\mathbf {p} ,e(\mathbf {p} ,u))}{\partial e(\mathbf {p} ,u)}}\cdot {\frac {\partial e(\mathbf {p} ,u)}{\partial p_{j}}}.}
Wykorzystując zależność {\displaystyle {\frac {\partial e(\mathbf {p} ,u)}{\partial p_{j}}}=h_{j}(\mathbf {p} ,u)} wynikającą z lematu Shepharda oraz to, że dla optimum
{\displaystyle h_{j}(\mathbf {p} ,u)=h_{j}(\mathbf {p} ,v(\mathbf {p} ,w))=x_{j}(\mathbf {p} ,w),} gdzie {\displaystyle v(\mathbf {p} ,w)} jest funkcją wartości, powyższe równanie można podstawić do wcześniejszego i przepisać całość jako równanie Słuckiego.

## Macierz Słuckiego
Równanie Słuckiego można zapisać w postaci macierzowej:
{\displaystyle \mathbf {D_{p}x} (\mathbf {p} ,w)=\mathbf {D_{p}h} (\mathbf {p} ,u)-\mathbf {D_{w}x} (\mathbf {p} ,w)\mathbf {x} (\mathbf {p} ,w)^{\top },}
gdzie {\displaystyle \mathbf {D_{p}} } jest operatorem różniczkowania po cenie, zaś {\displaystyle \mathbf {D_{w}} } jest operatorem różniczkowania po budżecie.
Macierz {\displaystyle \mathbf {D_{p}h} (\mathbf {p} ,u)} nosi nazwę macierzy substytucyjnej Hicksa i jest formalnie zdefiniowana jako:
{\displaystyle \sigma (\mathbf {p} ,u):=\mathbf {D_{p}h} (\mathbf {p} ,u)={\begin{bmatrix}{\frac {\partial h_{i}(\mathbf {p} ,u)}{\partial p_{j}}}\end{bmatrix}}}
Definicja Macierzy Słuckiego jest następująca:
{\displaystyle S(\mathbf {p} ,w)=\left({\begin{array}{ccc}{\frac {\partial x_{1}(\mathbf {p} ,w)}{\partial p_{1}}}+x_{1}(\mathbf {p} ,w){\frac {\partial x_{1}(\mathbf {p} ,w)}{\partial w}}&\cdots &{\frac {\partial x_{1}(\mathbf {p} ,w)}{\partial p_{n}}}+x_{n}(\mathbf {p} ,w){\frac {\partial x_{1}(\mathbf {p} ,w)}{\partial w}}\\\vdots &\ddots &\vdots \\{\frac {\partial x_{n}(\mathbf {p} ,w)}{\partial p_{1}}}+x_{1}(\mathbf {p} ,w){\frac {\partial x_{n}(\mathbf {p} ,w)}{\partial w}}&\cdots &{\frac {\partial x_{n}(\mathbf {p} ,w)}{\partial p_{n}}}+x_{n}(\mathbf {p} ,w){\frac {\partial x_{n}(\mathbf {p} ,w)}{\partial w}}\end{array}}\right)}
Gdy {\displaystyle u} jest maksymalną użytecznością, którą konsument osiąga przy cenach {\displaystyle \mathbf {p} } i dochodzie {\displaystyle w}, to jest {\displaystyle u=v(\mathbf {p} ,w)}, równanie Słuckiego implikuje, że każdy element macierzy Słuckiego {\displaystyle S(\mathbf {p} ,w)} jest równy odpowiadającemu mu elementowi macierzy substytucyjnej Hicksa {\displaystyle \sigma (\mathbf {p} ,u)}. Macierz Słuckiego jest symetryczna, a kiedy funkcja wydatków {\displaystyle e(\mathbf {p} ,u)} jest wklęsła, macierz Słuckiego jest również ujemnie półokreślona.

## Zmiana wektora cen
Gdy mamy do czynienia z dwoma dobrami, równanie Słuckiego w formie macierzowej jest następujące:
{\displaystyle {\begin{bmatrix}{\frac {\partial x_{1}}{\partial p_{1}}}&{\frac {\partial x_{1}}{\partial p_{2}}}\\{\frac {\partial x_{2}}{\partial p_{1}}}&{\frac {\partial x_{2}}{\partial p_{2}}}\\\end{bmatrix}}={\begin{bmatrix}{\frac {\partial h_{1}}{\partial p_{1}}}&{\frac {\partial h_{1}}{\partial p_{2}}}\\{\frac {\partial h_{2}}{\partial p_{1}}}&{\frac {\partial h_{2}}{\partial p_{2}}}\\\end{bmatrix}}-{\begin{bmatrix}{\frac {\partial x_{1}}{\partial w}}x_{1}&{\frac {\partial x_{1}}{\partial w}}x_{2}\\{\frac {\partial x_{2}}{\partial w}}x_{1}&{\frac {\partial x_{2}}{\partial w}}x_{2}\\\end{bmatrix}}}
Chociaż równanie Słuckiego dotyczy tylko nieskończenie małych zmian cen, standardowo jest używane jako liniowe przybliżenie dla skończonych zmian. Jeśli ceny dwóch dóbr zmieniają się o {\displaystyle \Delta p_{1}} i {\displaystyle \Delta p_{2}}, wpływ na popyt na oba dobra jest następujący:
{\displaystyle {\begin{bmatrix}\Delta x_{1}\\\Delta x_{2}\end{bmatrix}}\approx {\begin{bmatrix}{\frac {\partial h_{1}}{\partial p_{1}}}&{\frac {\partial h_{1}}{\partial p_{2}}}\\{\frac {\partial h_{2}}{\partial p_{1}}}&{\frac {\partial h_{2}}{\partial p_{2}}}\\\end{bmatrix}}\cdot {\begin{bmatrix}\Delta p_{1}\\\Delta p_{2}\end{bmatrix}}-{\begin{bmatrix}{\frac {\partial x_{1}}{\partial w}}x_{1}&{\frac {\partial x_{1}}{\partial w}}x_{2}\\{\frac {\partial x_{2}}{\partial w}}x_{1}&{\frac {\partial x_{2}}{\partial w}}x_{2}\\\end{bmatrix}}\cdot {\begin{bmatrix}\Delta p_{1}\\\Delta p_{2}\end{bmatrix}}}
Mnożąc macierze, wpływ na dobro 1, będzie
{\displaystyle \Delta x_{1}\approx \left({\frac {\partial h_{1}}{\partial p_{1}}}\Delta p_{1}+{\frac {\partial h_{1}}{\partial p_{2}}}\Delta p_{2}\right)-\left({\frac {\partial x_{1}}{\partial w}}\right)\left(x_{1}\Delta p_{1}+x_{2}\Delta p_{2}\right)}
Pierwszy składnik to efekt substytucji. Drugi składnik to efekt dochodowy, składający się z reakcji konsumenta na utratę dochodu pomnożoną przez wielkość utraty dochodu z wzrostu ceny każdego z dóbr.